# Ksabi Moulouya
Ksabi Moulouya (franska: Ksabi Moulouya (CR), Ksabi Moulouya (Commune Rurale), arabiska: أوطاط الحاج (البلدية)) är en kommun i Marocko.   Den ligger i provinsen Boulemane och regionen Fès-Meknès, i den nordöstra delen av landet, 270 km sydost om huvudstaden Rabat. Antalet invånare är 10 067.